# Cameron Monaghan

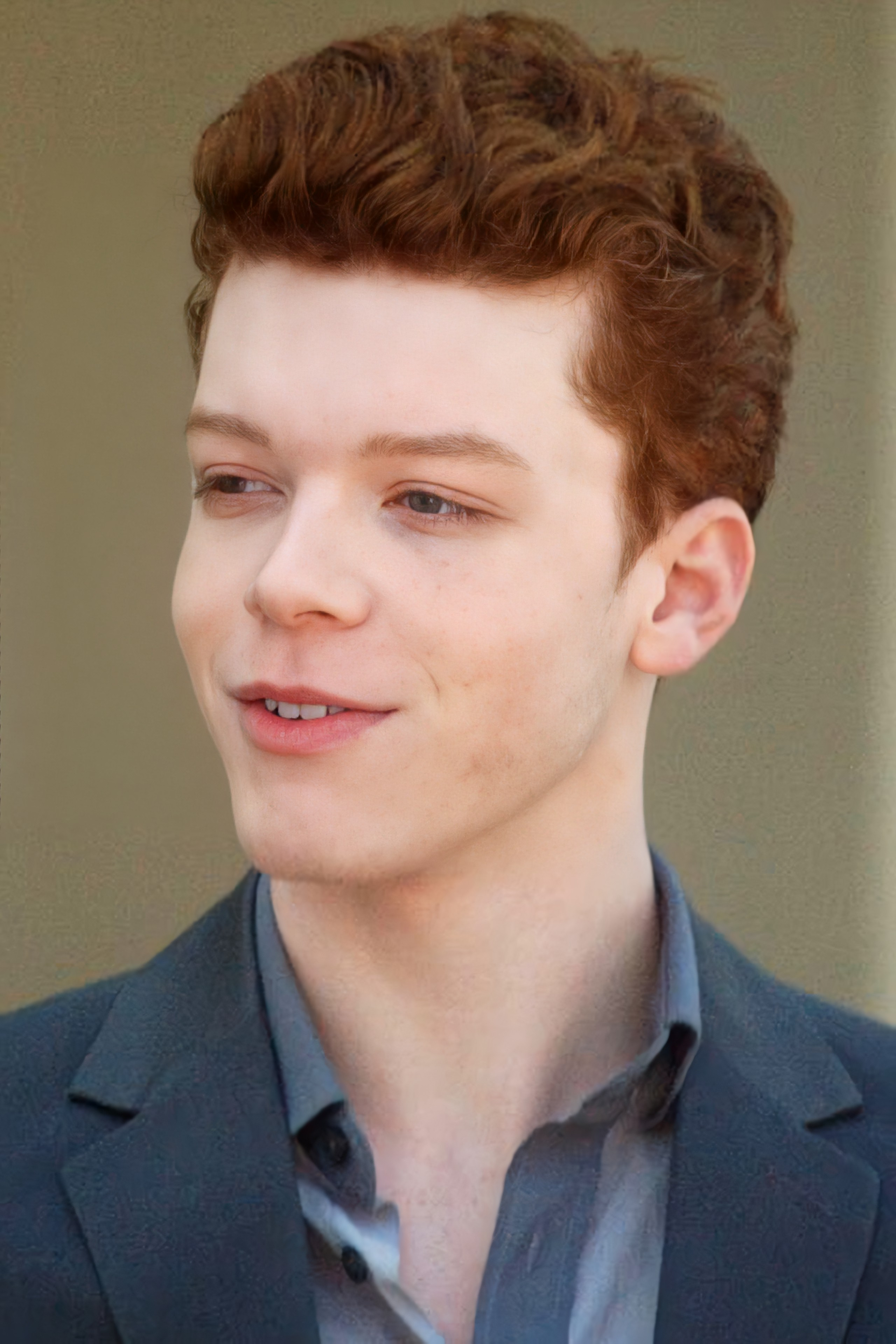
Cameron Monaghan (2012)

Cameron Riley Monaghan (ur. 16 sierpnia 1993 w Santa Monica) – amerykański aktor, znany z ról w serialach takich jak Shameless – Niepokorni czy Gotham. Jest też odtwórcą roli głównego bohatera (performance capture i głos) w grach komputerowych Star Wars Jedi: Upadły zakon (2019) i Star Wars Jedi: Ocalały (2023).

## Filmografia

### Filmy
| Rok  | Tytuł                                    | Rola           | Uwagi |
| ---- | ---------------------------------------- | -------------- | ----- |
| 2002 | The Wishing Stone                        | Alex           |       |
| 2005 | Brothers in Arms                         | Timmy          |       |
| 2005 | Desperate Hippies                        | Zach           |       |
| 2006 | Klik: I robisz, co chcesz                | Kevin O’Doyle  |       |
| 2006 | Śnięty Mikołaj 3: Uciekający Mikołaj     | Traffic Cop #1 |       |
| 2007 | Trzech detektywów i Wyspa Szkieletów     | Bob Andrews    |       |
| 2008 | Dream Machine                            | Stanley        |       |
| 2008 | Pies na wagę diamentów                   | Dexter         |       |
| 2008 | Disarmed                                 | Justin         |       |
| 2009 | Running                                  | Ryan           |       |
| 2009 | Trzech detektywów: Tajemnica zamku grozy | Bob Andrews    |       |
| 2010 | Jesienna pełnia                          | Jack           |       |
| 2010 | Two Boys                                 | Son            |       |
| 2010 | Bad Bunny                                | Jack           |       |
| 2011 | Bal maturalny                            | Corey Doyle    |       |
| 2012 | 2nd Serve                                | Jake           |       |
| 2014 | Jamie Marks Is Dead                      | Adam McCormick |       |
| 2014 | Akademia wampirów                        | Mason Ashford  |       |
| 2014 | Dawca pamięci                            | Asher          |       |
| 2014 | Mall                                     | Jeff           |       |
| 2017 | Amityville: Przebudzenie                 | James          |       |
| 2017 | The Year of Spectacular Men              | Ross           |       |
| 2018 | Anthem of a Teenage Prophet              | Luke Hunter    |       |
| 2019 | Reign of the Supermen                    | Superboy       |       |

### Produkcje telewizyjne
| Rok       | Tytuł                                           | Rola                             |
| --------- | ----------------------------------------------- | -------------------------------- |
| 2003      | The Music Man                                   | Winthrop Paroo                   |
| 2005      | The Adventures of Tango McNorton: Licensed Hero | Tango McNorton                   |
| 2009      | Safe Harbor                                     | Larry Parker                     |
| 2011-2021 | Shameless – Niepokorni                          | Ian Gallagher                    |
| 2015      | Gotham                                          | Jerome Valeska, Jeremiah Valeska |

Role epizodyczne
| Rok       | Tytuł                              | Rola              |
| --------- | ---------------------------------- | ----------------- |
| 2004–2005 | Zwariowany świat Malcolma          | Chad              |
| 2005      | Threshold                          | Josh Foster       |
| 2005      | Awatar: Legenda Aanga              | Twin #1 & Twin #2 |
| 2005–2006 | Szkolny poradnik przetrwania       | Palmer Noid       |
| 2006      | Zabójcze umysły                    | Jeffrey Charles   |
| 2007      | Shorty McShorts’ Shorts            | Andy              |
| 2009      | Wzór                               | Todd              |
| 2009      | PG Porn                            | Young Boy 1       |
| 2009      | Mentalista                         | Elliot            |
| 2009      | Detektyw Monk                      | Danny Cooper      |
| 2009      | Szpital Three Rivers               | Auden Drinkwater  |
| 2009      | Fringe: Na granicy światów         | Tyler Carson      |
| 2010      | Zbrodnie Palm Glade                | Shane Conners     |
| 2010      | Terriers                           | Cody Grice        |
| 2011      | Agenci NCIS                        | Nick Peyton       |
| 2011      | Partnerki                          | Jonathan McKenna  |
| 2012      | Prawo i porządek: sekcja specjalna | Eddie Sandow      |

### Gry wideo
| Rok  | Tytuł                        | Rola       |
| ---- | ---------------------------- | ---------- |
| 2019 | Star Wars Jedi: Upadły zakon | Cal Kestis |
| 2023 | Star Wars Jedi: Ocalały      | Cal Kestis |

## Wyróżnienia
| Rok  | Nagroda                           | Kategoria                                                                    | Rola             | Produkcja                    | Rezultat  | Źródło |
| ---- | --------------------------------- | ---------------------------------------------------------------------------- | ---------------- | ---------------------------- | --------- | ------ |
| 2004 | Young Artist Award                | Best Performance in a TV Movie, Miniseries or Special Supporting Young Actor | Winthrop Paroo   | The Music Man                | Nominacja | [ 4 ]  |
| 2005 | Young Artist Award                | Best Performance in a Television Series Recurring Young Actor                | Chad             | Zwariowany świat Malcolma    | Wygrana   | [ 5 ]  |
| 2006 | Young Artist Award                | Best Performance in a Television Series Guest Starring Young Actor           | Palmer Noid      | Szkolny poradnik przetrwania | Nominacja | [ 6 ]  |
| 2012 | Young Artist Award                | Best Performance in a Television Series Guest Starring Young Actor 18-21     | Jonathan McKenna | Partnerki                    | Nominacja | [ 7 ]  |
| 2015 | Critics’ Choice Television Awards | Najlepszy aktor drugoplanowy w serialu komediowym                            | Ian Gallager     | Shameless – Niepokorni       | Nominacja | [ 8 ]  |
| 2016 | Teen Choice Awards                | Najlepszy telewizyjny czarny charakter                                       | Jerome Valeska   | Gotham                       | Nominacja | [ 9 ]  |
| 2019 | Teen Choice Awards                | Najlepszy telewizyjny czarny charakter                                       | Jeremiah Valeska | Gotham                       | Wygrana   | [ 10 ] |
| 2023 | The Game Awards                   | Najlepszy występ aktorski                                                    | Cal Kestis       | Star Wars Jedi: Ocalały      | Nominacja | [ 11 ] |